# Turismo na Iugoslávia

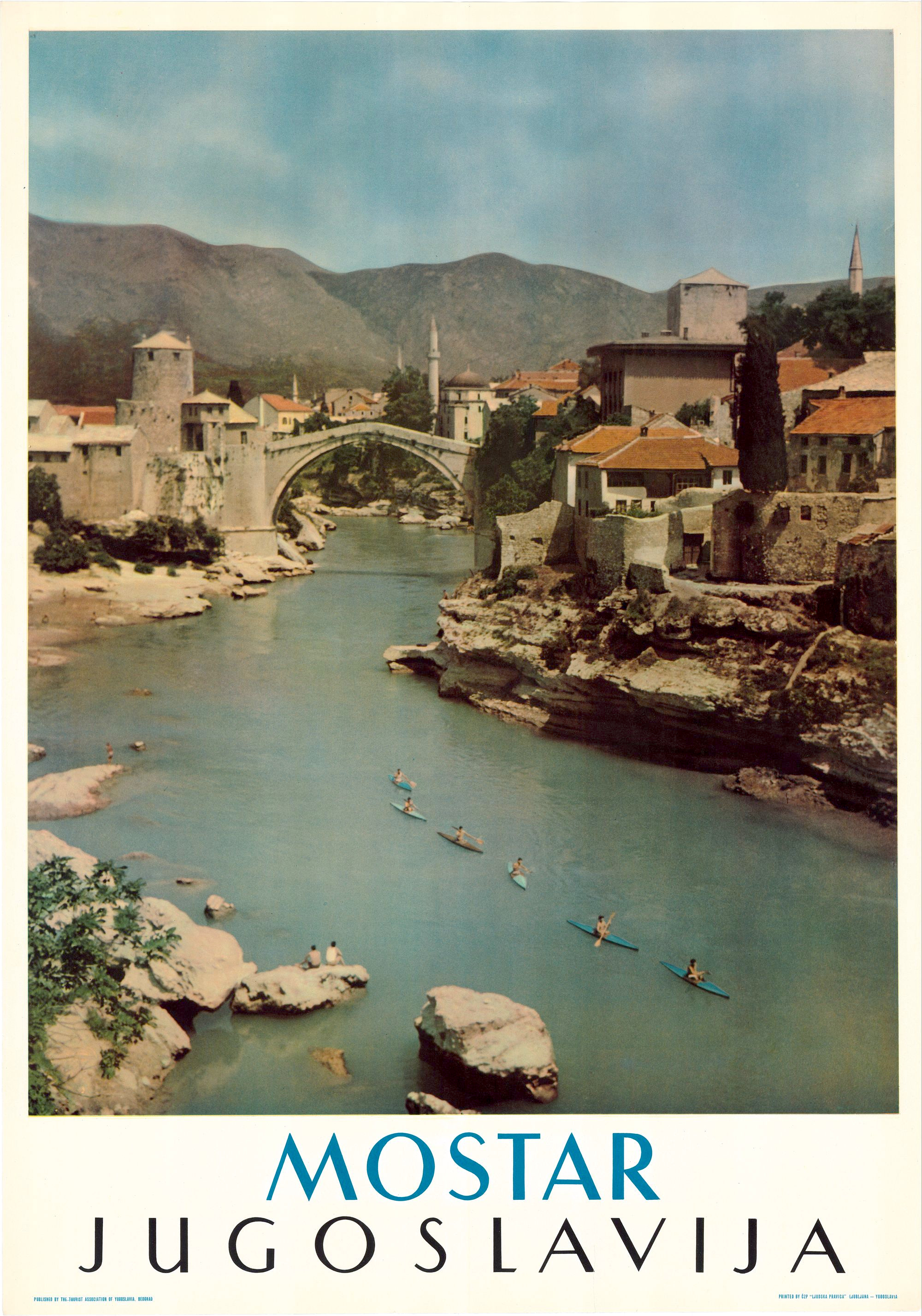
Cartaz turístico mostrando a cidade de Mostar, Bósnia e Herzegovina

O turismo na Iugoslávia teve um papel significativo na economia e na identidade social do país durante o período socialista (1945–1992). Com uma combinação de políticas estatais, autogestão socialista e uma abordagem única ao turismo, a Iugoslávia se tornou um destino popular tanto para turistas internacionais quanto para seus próprios cidadãos.

## História
Após a Segunda Guerra Mundial, o governo socialista da Iugoslávia reconheceu o potencial do turismo como motor econômico e ferramenta de diplomacia internacional. A política de "portas abertas" dos anos 1960 permitiu que cidadãos de países ocidentais visitassem o país, contrastando com a maioria dos regimes socialistas da época. Isso atraiu turistas da Europa Ocidental, especialmente da Itália, Alemanha e Áustria, devido à acessibilidade e ao câmbio favorável do dinar iugoslavo. 

### Desenvolvimento

#### Costa Adriática e a "Riviera Socialista"
A costa da Dalmácia, na atual Croácia, tornou-se o principal destino turístico. Cidades como Dubrovnik, Split e Zadar atraíam turistas com suas praias, arquitetura histórica e clima mediterrâneo. O turismo na região cresceu significativamente nas décadas de 1960 e 1970, com a construção de resorts e infraestrutura voltada para o turismo de massa. 

#### Turismo socialista doméstico
O governo incentivou o turismo interno por meio de programas de férias para trabalhadores, conhecidos como "turismo social". Esses programas permitiam que cidadãos iugoslavos desfrutassem de férias subsidiadas em resorts estatais, promovendo a igualdade social e o acesso ao lazer. Além disso, o turismo era visto como uma forma de promover a unidade nacional e a fraternidade entre os diversos povos da Iugoslávia. 

### Infraestrutura e arquitetura
A Iugoslávia investiu em infraestrutura turística, construindo hotéis, resorts e centros de lazer. A arquitetura modernista, conhecida como "utopia concreta", caracterizou muitos desses empreendimentos, refletindo os ideais de funcionalidade e coletivismo do regime socialista. 

### Turismo internacional e diplomacia
O turismo também desempenhou um papel na diplomacia externa da Iugoslávia. O país utilizou o setor turístico como uma ferramenta para promover sua imagem internacional e estabelecer relações com países não alinhados. Eventos internacionais, como conferências e festivais, foram realizados para destacar a abertura do país ao mundo. 

### Desafios ambientais
O rápido crescimento do turismo trouxe desafios ambientais, especialmente na costa adriática. A pressão do turismo de massa resultou em degradação ambiental, com foco excessivo na estética visual das áreas costeiras e negligência de questões ambientais menos visíveis, como poluição e gestão de resíduos. 

## Legado e pós-Iugoslávia
Após a dissolução da Iugoslávia nos anos 1990, os países sucessores herdaram a infraestrutura turística, mas enfrentaram desafios relacionados à guerra, reconstrução e adaptação ao mercado global. Hoje, destinos como Dubrovnik, Split, Sarajevo e Belgrado continuam a atrair turistas, refletindo o legado do turismo socialista na região. 